# Nemanjić

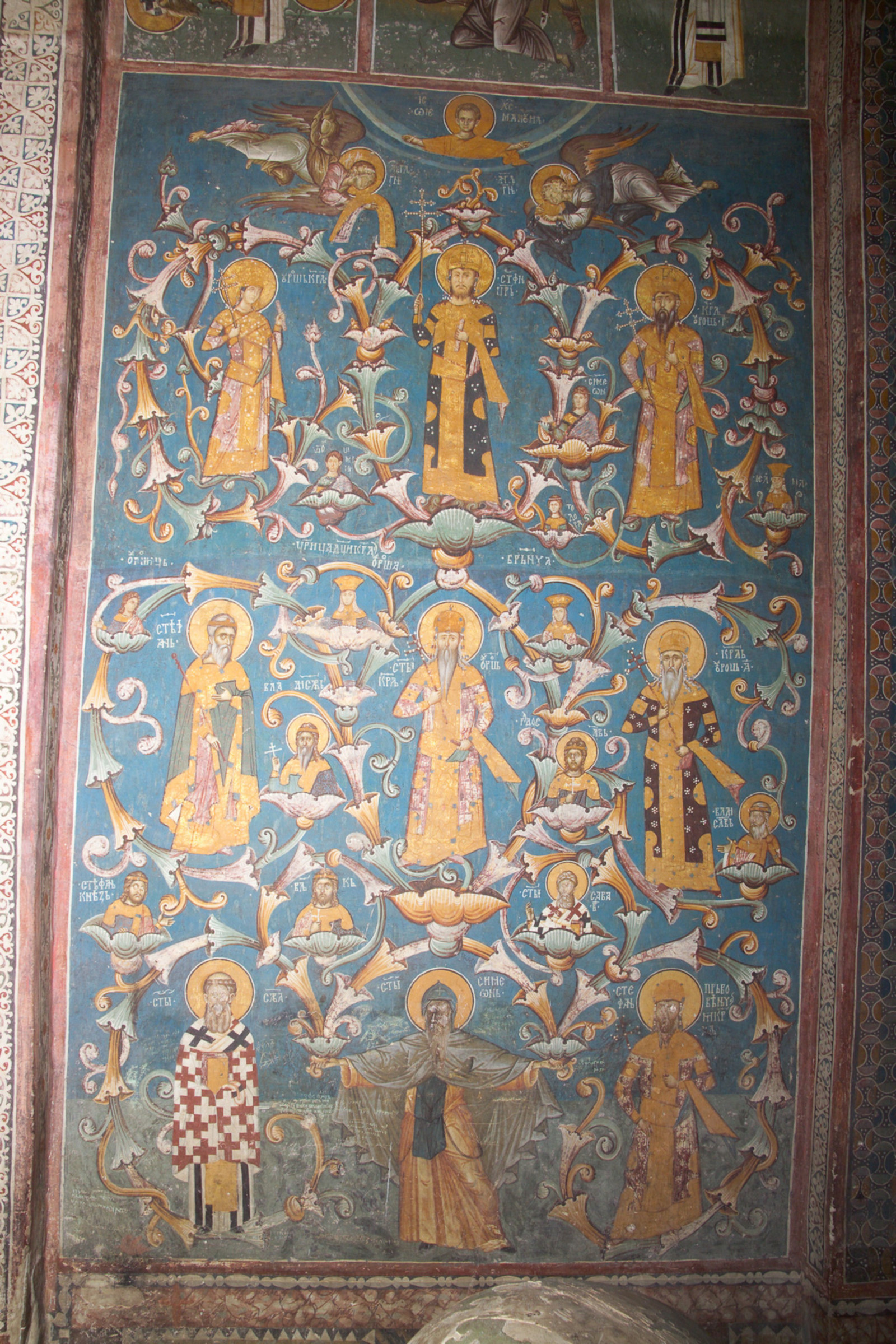
Stammbaum der Nemanjiden, Kloster Visoki Dečani, um 1335

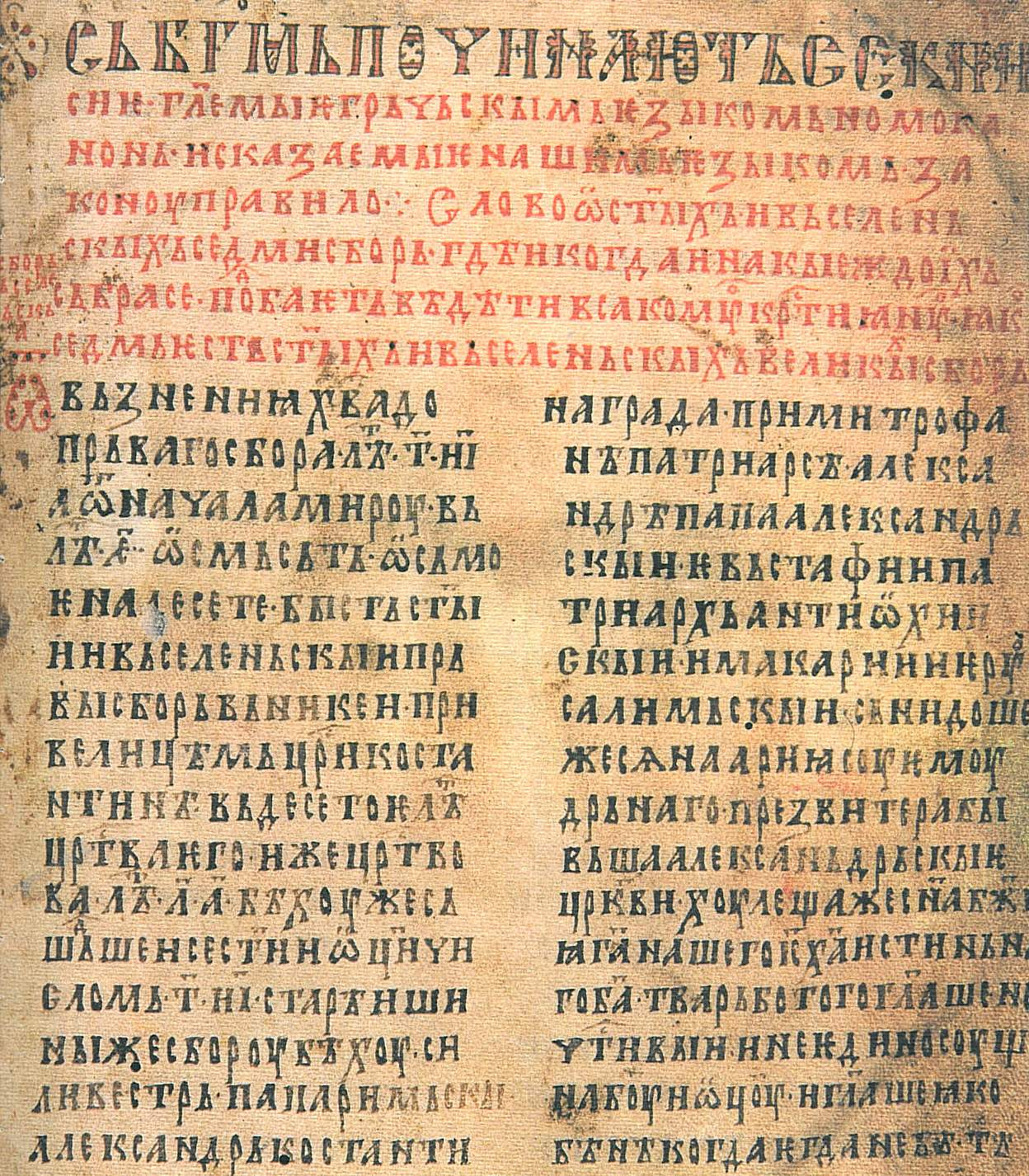
Der Nomokanon Savas von 1219 stellt das erste Gesetzbuch und erste Verfassung des serbischen Mittelalters, Abschrift aus Tivat, 1262

Die Dynastie der Nemanjić, auch Nemanjiden (serbisch Немањићи Nemanjići) genannt, war das bedeutendste serbische Herrschergeschlecht des Mittelalters. Unter ihrer Regentschaft erlangte Serbien nicht nur den Rang eines souveränen Königreichs, sondern wurde im 14. Jahrhundert auch zur militärisch, politisch und kulturell dominierenden Macht des westlichen Balkans.

## Geschichte
Durch Stefan Nemanja gegründet, regierte die Dynastie von 1167 bis 1371 das mittelalterliche Serbien. Sie brachte zwei Großžupane, acht Könige und zwei Zaren hervor. Die bedeutendsten Herrscher waren Stefan Uroš I. (1233–1276), Stefan Uroš II. Milutin (1282–1321) und Stefan Uroš IV. Dušan (1331–1355). Der Dynastie entstammte auch der Heilige Sava von Serbien, der noch heute als Nationalheiliger in Serbien gilt. Im Nomokanon begründete Sava die erste Verfassung des serbischen Reiches.
Stefan Nemanja und seine Söhne Sava von Serbien und Stefan Nemanjić (der Erstgekrönte) legten den Grundstein für das Staatsgebilde kirchenslawischer kultureller und politischer Orientierung und sicherten ihm durch kluge Schaukelpolitik zwischen Byzanz und Rom die kirchliche und staatliche Selbständigkeit.

### Das Königreich (1217–1346)
Stefan Nemanjić erhielt im Jahre 1217 vom Papst Honorius III. die Königsinsignien. Unter seinen Nachfolgern kam es immer wieder zu Thronstreitigkeiten und Absetzungen von Königen. Nach Absetzung seines Bruders gelangte 1282 Milutin auf den Thron, dessen kirchenrechtswidrige Verehelichung mit der fünfjährigen Tochter Simonida Palaiologina des byzantinischen Kaisers Andronikos II. 1299 von diesem gebilligt wurde, um die Union mit Serbien zu festigen. Daraufhin übernahm Milutin nicht nur das byzantinische Hofzeremoniell, sondern verstärkte die Gräzisierung sämtlicher staatlichen Einrichtungen. Er ließ mehr Kirchen und Klöster errichten als alle Nemanjiden vor ihm zusammengenommen. Seine Bauten mit den Klosterkirchen Staro Nagoričane, Banjska und Gračanica an der Spitze zählen heute zu den bedeutendsten Zeugnissen der serbischen mittelalterlichen Architektur; ihre Freskenausschmückungen bilden Höhepunkte der Freskenmalerei. Er erbaute, erneuerte und vergrößerte u. a. auch das Kloster Treskovac bei Prilep, die Bischofskirche (Bogorodica Ljeviška) in Prizren, die Muttergotteskirche (Trojeručica) in Skopje, die Kirche des Hl. Georg in Serava und die sogenannte Königskirche in Studenica. Auf dem Athos ließ Milutin das Katholikon im Kloster Hilandar völlig neu errichten und baute die Befestigungsanlagen aus. Außerdem stattete er Kirchen und Klöster in Thessaloniki, Jerusalem, auf dem Sinai und in Bari mit Schenkungen und Stiftungen aus.
Den Höhepunkt der Nemanjiden-Macht stellte das von Zar Dušan begründete Serbische Zarenreich dar, welches der serbischen Krone eine überragende Stellung in Südosteuropa brachte. Das Gesetzbuch Dušans von 1349/1354 (Erstschrift auf dem Reichstag in Skopje, Zweitfassung in Serres) vereinte traditionelles serbisches Gewohnheitsrecht mit kodifiziertem byzantinischem Recht, um serbische und griechische Bevölkerungsschichten staatsrechtlich zu verbinden. Es gab damit dem Zarentum eine dauerhafte Rechtsgrundlage.

### Das Zarenreich (1346–1371)
Nachdem Dušan große Teile des byzantinischen Reiches erobert hatte, ließ er sich 1345 auf dem serbischen Reichsrat zum „Kaiser der Serben und Griechen“ ausrufen. Damit erhob er Anspruch auf das Kaisertum und die Errichtung eines serbisch-griechischen Kaiserreiches – anstelle des alten byzantinischen. Gleichzeitig errichtete er das Patriarchat von Peć. Am Ostersonntag, den 16. April 1346, vollzog der serbische Patriarch in Skopje an ihm die feierliche Kaiserkrönung. Dem Krönungsakt, dem der Kaiser in Konstantinopel die Zustimmung verweigerte, wohnten der Patriarch von Trnovo, der autokephale Erzbischof von Ochrid und die Vertreter der Athosklöster bei. Auf dem Höhepunkt ihrer Geltung reichte die Macht des Zaren Stefan Dušan von der Donau bis zum Golf von Korinth und von der adriatischen bis zur ägäischen Küste. Es war allerdings ein halbgriechisches Reich, das zum großen Teil aus griechischen und halbgriechischen Ländern bestand und hierin auch seinen Schwerpunkt fand.
Als den Trägern der serbischen Kultur kommt den Nemanjiden eine überragende historische Bedeutung zu. Zahlreiche prächtige Mausoleen im byzantinischen und byzantinisch-romanischen Stil führten zur Herausbildung einer eigenen kirchlichen Architektur (serbisch-byzantinischer Stil). Dieser unterscheidet sich durch romanische und gotische Einflüsse, wie sie sich in der venezianisch geprägten Architektur des Klosters Dečani zeigen, deutlich von byzantinischen Vorbildern, von denen im Wesentlichen nur die Kuppel übernommen wurde (Raška-Schule). Mit der stärkeren Orientierung nach Osten erlebte die Palaiologische Renaissance unter Stefan Uroš II. Milutin ihren Höhepunkt in der Klosterkirche Gračanica.
In der Nachfolge der Nemanjiden sahen sich auch die Dynastien der Lazarević und Branković, unter denen die Morava-Schule zur Blüte gelangte, die den Abschluss der mittelalterlichen serbischen Kunst bildet.

## Liste der Nemanjiden-Herrscher Serbiens (1166–1371)
| Nr. | Herrscher                 | Regierungszeit | Titel                      | Anmerkungen                       |
| --- | ------------------------- | -------------- | -------------------------- | --------------------------------- |
| 1   | Stefan Nemanja            | 1166–1196      | Großžupan                  | Begründer der Dynastie            |
| 2   | Stefan Nemanjić           | 1196–1228      | Großžupan, König (ab 1217) | Erster serbischer König           |
| 3   | Stefan Radoslav           | 1228–1233      | König                      | Sohn von Stefan Nemanjić          |
| 4   | Stefan Vladislav          | 1233–1243      | König                      | Sohn Stefan Radoslavs             |
| 5   | Stefan Uroš I.            | 1233–1276      | König                      | Jüngster Sohn von Stefan Nemanjić |
| 6   | Stefan Dragutin           | 1276–1282      | König                      | Ältester Sohn von Stefan Uroš I.  |
| 7   | Stefan Uroš II. Milutin   | 1282–1321      | König                      | Jüngster Sohn von Stefan Uroš I.  |
| 8   | Stefan Uroš III. Dečanski | 1321–1331      | König                      | Sohn von Stefan Milutin           |
| 9   | Stefan Uroš IV. Dušan     | 1331–1355      | König, Zar (ab 1346)       | Sohn von Stefan Uroš III.         |
| 10  | Stefan Uroš V.            | 1355–1371      | Zar                        | Sohn von Stefan Dušan             |

## Familienbeziehungen
Stefan Nemanja bis Stefan Lazarević:
1. Stefan Nemanja (um 1113–1200), Großžupan von Serbien ⚭ Anna († 1200)
  1. Vukan (?–nach 1208), König von Dioklitien
    1. Đorđe
    2. Stefan
    3. Dimitrije, als Mönch David
      1. Vratislav
        1. Vratko
          1. Nikola († 1379?)
          2. Milica (um 1335–1405) ⚭ 1353 Lazar Hrebeljanović, Fürst von Serbien († 1389)
            1. Mara ⚭ 1371 Vuk Branković, serbischer Fürst († 1397)
            2. Dragana ⚭ Iwan Schischman, Kaiser der Bulgaren († 1395)
            3. Theodora ⚭ Nikolaus II. Garay aus einer ungarischen Adelsfamilie († 1433)
            4. Jelena ⚭ 1) 1386 Đurađ II. Balšić, Fürst von Zeta († 1403), 2) 1411 Sandalj Hranić, Fürst von Zachlumien († 1435)
            5. Olivera ⚭ 1390 Bayezid I., osmanischer Sultan († 1403)
            6. Stefan Lazarević (1377–1427), Despot von Serbien ⚭ 1405 Helena, Tochter von Francesco II. Gattilusio, Fürst von Lesbos
            7. Vuk († 1410)
            8. Dobrivoje

    4. Vladin
    5. Rastko

  2. Stefan (?–1227), König von Serbien ⚭ 1) Eudokia, Tochter von Alexios III., Kaiser von Byzanz 2) Anna Dandolo, Enkelin des venezianischen Dogen Enrico Dandolo
    1. Stefan Radoslav (1192–nach 1235), König von Serbien ⚭ Anna, Tochter von Theodoros I. Komnenos Dukas, Despot von Epirus
    2. Komnina ⚭ 1) Dmitar Progoni, serbischer Fürst († 1216?), 2) Grigor Kamona, albanischer Fürst († 1253?)
    3. Stefan Vladislav (?–nach 1264), König von Serbien ⚭ Beloslava, Tochter von Iwan Assen II., Kaiser der Bulgaren
      1. Stefan
      2. Desa
      3. eine Tochter, Name nicht überliefert ⚭ Đura Kačić

    4. Predislav, als Erzbischof Sava II. von Serbien (um 1200–1271)
    5. Stefan Uroš I. (?–1277), König von Serbien ⚭ Helene von Anjou († 1314)
      1. Stefan Dragutin (?–1316), König von Serbien ⚭ Katalina, Tochter von Stefan V., König von Ungarn
        1. Jelisaveta (1270–1331) ⚭ 1284 Stefan I. Kotromanić, Ban von Bosnien († 1314)
          1. Stefan II. Kotromanić, Ban von Bosnien ⚭ 1) 1314 eine Tochter von Meinhard II. ?, 2) um 1329 die Tochter eines bulgarischen Kaisers, 3) 1335 Elisabeth, Tochter von Kasimir III., Herzog von Kujawien
            1. Tvrtko I. (1338–1391), König von Bosnien ⚭ 1374 Doroslava, Tochter von Iwan Strazimir, Kaiser der Bulgaren

        2. Stefan Vladislav II. (1280–nach 1326), König von Syrmien ⚭ Constanza Morosini, Schwester von Andreas III., König von Ungarn
        3. Urošic, als Mönch Stefan

      2. Stefan Uroš II. Milutin (1253–1321), König von Serbien ⚭ 1) Jelena, eine serbische Adelige, 2) 1282 Helena Dukaina, Tochter von Johannes I. Dukas Komnenos, Sebastokrator von Thessalien, 3) Erzsébet, Tochter von Stefan V., König von Ungarn, 4) Anna aus der bulgarischen Herrscherfamilie der Terter, 5) 1299 Simonida, Tochter von Andronikos II., Kaiser von Byzanz
        1. Stefan Uroš III. Dečanski (um 1285–1331), König von Serbien ⚭ 1) Theodora, Tochter von Smilez, Kaiser der Bulgaren, 2) 1324 Maria Palaiologina aus der byzantinischen Herrscherfamilie der Palaiologen
          1. Stefan Uroš IV. Dušan (um 1308–1355), Kaiser der Serben und Griechen ⚭ 1332 Jelena, Schwester von Iwan Alexander, Kaiser der Bulgaren
            1. Stefan Uroš V. (1337–1371), Kaiser der Serben und Griechen ⚭ Anna, als Nonne Jelena, Tochter von Nicolae Alexandru, Fürst der Walachei,

          2. Dušica († 1318)
          3. Jelena ⚭ Mladen III. Šubić Bribirski, kroatisch-dalmatinischer Fürst († 1348)
          4. Simeon Uroš Palaiologos (um 1326–1371), Kaiser von Thessalien ⚭ Thomais, Tochter von Johannes II. Orsini, Despot von Epirus
            1. Jovan Uroš (?–1422/23), Kaiser von Thessalien, als Mönch Josaphat

          5. Theodora (1330-nach 1380) ⚭ Dejan, Gouverneur von Makedonien

        2. Anna Neda (?–um 1346) ⚭ 1292 Michael III., Kaiser der Bulgaren († 1330)
        3. Zorica
        4. Jelena, als Jelena Dečanska von der orthodoxen Kirche seliggesprochen
        5. Konstantin († 1323)

      3. Brnča
      4. Stefan

  3. Sava von Serbien (1175–1236), erster orthodoxer Erzbischof von Serbien
  4. Eufemia ⚭ Manuel Komnenos Dukas Angelos, Kaiser von Thessalonike († 1241)
  5. eine Tochter, Name nicht überliefert ⚭ unbekanntes Mitglied der bulgarischen Herrscherfamilie Assen

### Allgemeine Darstellung
- Robert Weege: Die Nemanjiden. Beginn, Grösse und Ende eines Staates. Velhagen & Klasing 1939 (2 Bände).
- Georg Ostrogorsky: Geschichte des Byzantinischen Staates. 1952.

### Einzelstudien
- Eva Haustein: Der Nemanjidenstammbaum. Studien zur mittelalterlichen serbischen Herrscherikonographie. Dissertation. Universität Bonn, 1984.